# گشت پلیس (مجموعه تلویزیونی)
گشت پلیس یک مجموعه تلویزیونی ایرانی به تهیه‌کنندگی سعید پروینی، کارگردانی مهرداد خوشبخت و به قلم حمید برزگر و محمدرضا ریاحی؛ محصول سال ۱۳۹۷ صدا و سیمای جمهوری اسلامی ایران است. فصل اول این سریال در دی ماه ۱۳۹۷ از شبکه ۳ سیما پخش شده‌است. بازپخش فصل اول، فروردین ۱۳۹۹ از شبکه سه صورت گرفت.

## خلاصه داستان
داستان این سریال در یک اداره پلیس آگاهی می‌گذرد و قصه اصلی پیرامون چهار پلیس است که فرهاد قائمیان، برزو ارجمند، امیررضا دلاوری و رضا کریمی آن را بازی می‌کنند و به فواصل در عملیات‌هایی که در سطح شهر برپا می‌شود حضور دارند. لوکیشن اصلی این سریال در سرای محله‌ای در غرب تهران است که توسط گروه دکور و صحنه به اداره پلیس آگاهی تبدیل شده‌است.
گشت پلیس صحنه‌های اکشن زیادی دارد و پیچیدگی قصه در آن وجود دارد. در این سریال به چند مسئله روز از جمله ماده مخدر گل پرداخته می‌شود.
قائمیان رئیس این تیم سه نفره و پلیسی مقتدر، با تجربه، باهوش و تواناست. امیر دلاوری نقش خوبی را بازی می‌کند و شخصیت خاصی دارد؛ او سعی می‌کند از اسلحه استفاده نکند و با حرکت فیزیکی کار خود را پیش ببرد. سومین نفر پلیس تازه‌وارد و کم تجربه ای است که تجربه‌هایی را در این گروه به دست می‌آورد که برزو ارجمند نقش آن را بازی می‌کند.

## بازیگران
- فرهاد قائمیان
- برزو ارجمند
- امیررضا دلاوری
- بهرام ابراهیمی
- مهرداد خوشبخت
- رضا کریمی
- طوفان مهردادیان
- ناصر فخری
- پریسا مقتدی
- نیلوفر شهیدی
- احمدرضا اسعدی
- اصغر حیدری
- فرج‌الله گل‌سفیدی
- مرتضی کاظمی
- آرش امجدی
- حوری شفیعیون
- مانی آخشی

## عوامل فیلم[۳]
- مهرداد خوشبخت - کارگردان
- سعید پروینی - تهیه‌کننده
- حمید برزگر و محمدرضا ریاحی - نویسنده
- سعید براتی - مدیر تصویربرداری
- فرخ فدایی - مدیر صدابرداری
- امین شریفی و بابک شکیبا - صداگذار و میکس
- نازی پرتوزاده - طراحی صحنه
- مهدی جودی - تدوین
- شهرام خلج - طراح چهره‌پردازی
- بهنود یخچالی - موسیقی
- علی سجادی - |جلوه‌های بصری
- ایمان کرمیان - جلوه‌های ویژه میدانی

## موسیقی
| شماره | نام                        | خواننده    | مدت  |
| ----- | -------------------------- | ---------- | ---- |
| ۱.    | «گشت پلیس» (تیتراژ پایانی) | مجتبی مصری | ۳:۴۹ |